# Tango Bango
Tango Bango drugi je studijski album zagrebačkog rock sastava Aerodrom, koji izlazi 1981. godine. Materijal za album snimaju u "General Recording Sound Studio" Milanu, a produkciju radi Piko Stančić, dok se kao autori uz Juricu Pađena potpisuju još Mladen Krajnik i Remo Cartagine. Album se sastoji od deset skladbi i objavljuje ga diskografska kuća "Jugoton". Skladbe poput "Stavi pravu stvar", "Dobro se zabavljaj" i "Tvoje lice", postaju hitovi i donose im veliku radijsku slušanost i popularnost kod publike. Na albumu se pojavljuje i novi bubnjar Branko Knežević, umjesto Paola Sfecia koji je otišao u Parni valjak.

## Popis pjesama
- Glazbu za album napisali su Jurica Pađen, Mladen Krajnik i Remo Cartagine.

1. "Stavi pravu stvar"
2. "Tvoje lice"
3. "Dobro se zabavljaj"
4. "Rock & porok"
5. "Nudistička plaža"
6. "Aerodrom"
7. "Mordorea"
8. "Mijenjam se"
9. "Djevojke"
10. "Monotonija"

## Izvođači
- Remo Cartagine - bas-gitara
- Mladen Krajnik - klavijature, vokali
- Jurica Pađen - gitare, vokali
- Zlatan Živković - udaraljke, vokali
- Branko Knežević - bubnjevi

## Produkcija
- producent - Ivan Piko Stančić
- tekst - Jurica Pađen
- ton majstor - Bruno Malasoma
- urednik redakcije - Siniša Škarica
- tehničar - Lupi Dobrić
- fotografija - Andrija Zelmanović
- glavni urednik - Dubravko Majnarić

## Vanjske poveznice
- Službeni Instagram profil sastava
- Službeni Facebook profil sastava
- Službeni Youtube kanal sastava